# Telefonvorwahl (Osttimor)
Die Telefonvorwahlnummern Osttimors geben den Beginn der Telefonnummern für die einzelnen Gemeinden des Landes vor. Die Ländervorwahl für Osttimor lautet +670.

## Geschichte
1912 existierte bereits ein Telefonnetz in Portugiesisch-Timor, das die einzelnen Militärposten der Kolonie miteinander verband. Die internationale Vorwahl lautete +672. Die Infrastruktur blieb aber dürftig, bis zur indonesischen Besetzung (1975–1999), in der das Netz zwar ausgebaut wurde, allerdings infolge der Gewaltwelle 1999 um das Unabhängigkeitsreferendum schweren Schaden nahm. Während der Besatzung war Osttimor in das Telefonsystem Indonesiens integriert und über die Ländervorwahl +62 zu erreichen, gefolgt von den Ortsvorwahlen für die beiden größten Städte Dili (390) und Baucau (399).
Nach Abzug der Indonesier und Übernahme der Übergangsverwaltung der Vereinten Nationen für Osttimor wurde Anfang 2000 die Ländervorwahl +670 eingeführt, die zuvor die Nördlichen Marianen verwendet hatten. Diese hatten aber 1997 Telefonvorwahl der Vereinigten Staaten eingeführt, so dass nun die Telefone dort nun über +670 zu erreichen sind.
2010 verfügten 54,3 % der Haushalte (86,3 % in der Stadt, 43,2 % auf dem Land) über ein Telefon, sei es nun als Festnetzanschluss oder Mobiltelefon. Die aktuelle Festlegung des Telefonrufnummernsystems wurde 2013 vom Ministerium für Transport und Kommunikation eingeführt.

## Mobiltelefone

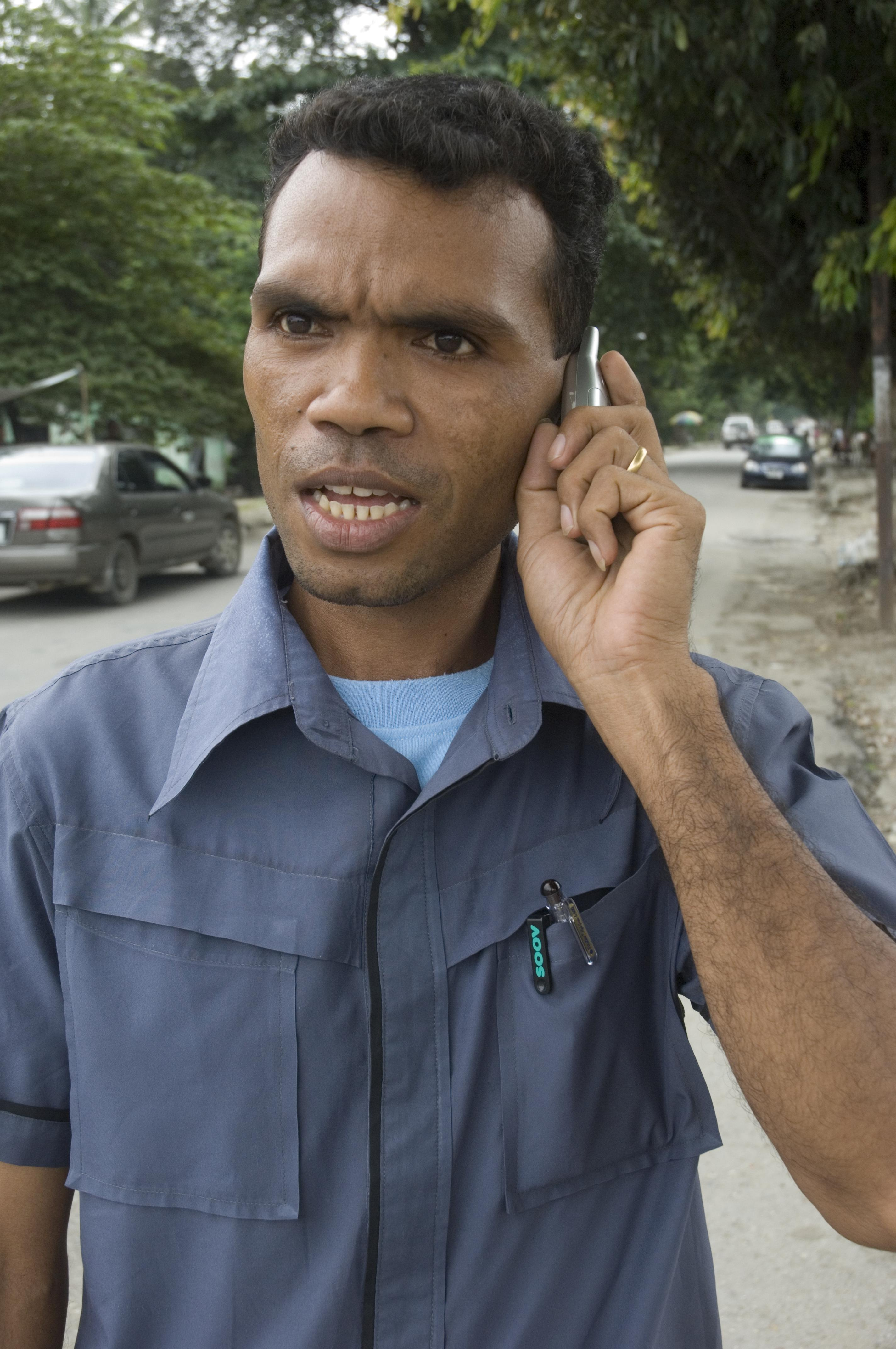
Handybenutzer in Osttimor

Handynummern haben mindestens sieben und maximal acht Stellen.
| Anbieter        | Rufnummer             |
| --------------- | --------------------- |
| Telkomcel/Telin | 73xxxxxx              |
| Telkomcel/Telin | 74xxxxxx              |
| Telemor/Viettel | 75xxxxxx              |
| Telemor/Viettel | 76xxxxxx              |
| Timor Telecom   | 77xxxxxx alt: 7xxxxxx |
| Timor Telecom   | 78xxxxxx              |

## Festnetznummern
Festnetznummern bestehen aus sieben Ziffern, wobei die ersten beiden die Gemeinde definieren. Sie wurden am 28. September 2003 eingeführt. Die Nummern im Westen Osttimors beginnen mit einer 2, im Zentrum mit einer 3 und im Osten mit einer 4. Telefonnummern der Regierungsbehörden in Dili beginnen mit 333.
Anschlüsse die vor 2013 existierten, hatten Telefonnummern mit sechs Ziffern. Ihnen wurde mit der Änderung des Systems eine 3 nach der Regionalnummer angehängt. Keiner Telefonnummer folgt nach den zwei Regionalziffern eine 1, 7, 8 oder 9.
| Gemeinde        | Rufnummer |
| --------------- | --------- |
| Manufahi        | 21xxxxx   |
| Cova Lima       | 22xxxxx   |
| Bobonaro        | 23xxxxx   |
| Ainaro          | 24xxxxx   |
| Oe-Cusse Ambeno | 25xxxxx   |
| Dili            | 31xxxxx   |
| Dili            | 32xxxxx   |
| Dili            | 33xxxxx   |
| Liquiçá         | 36xxxxx   |
| Aileu           | 37xxxxx   |
| Ermera          | 38xxxxx   |
| Baucau          | 41xxxxx   |
| Manatuto        | 42xxxxx   |
| Viqueque        | 43XXXXX   |
| Lautém          | 44XXXXX   |

## Weitere Nummern
| Dienst               | Rufnummer |
| -------------------- | --------- |
| Sondertarife         | 80x xxxx  |
| Premiumratenservice  | 90x xxxx  |
| „personal numbering“ | 70x xxxx  |
| Voicemail            | 71x xxxx  |
| Paging               | 79x xxxx  |

| Kurznummern                                                | Rufnummer |
| ---------------------------------------------------------- | --------- |
| Prepaid service PPS Recharge                               | 100       |
| Prepaid service PPS Balance                                | 102       |
| Notruf                                                     | 112       |
| Feuerwehr                                                  | 115       |
| Notrufnummer für Personen mit COVID-19-Verdacht            | 119       |
| Operator assistance                                        | 120       |
| Schadensmeldestelle                                        | 121       |
| Kundenservice                                              | 123       |
| Telefonauskunft                                            | 128       |
| Kundenservice Timor Telecom                                | 172       |
| Interner, technischer Service Timor Telecom (Vermittlung)  | 190       |
| Interner, technischer Service Timor Telecom (Lokales Netz) | 197       |

Telefonnummern weiterer Informationsdienste beginnen mit 800 oder 900.
Bei Auslandsgesprächen ist von Osttimor aus vor der Ländervorwahl 00 zu wählen.